# Matt Gillett
Matt Gillett (* 12. August 1988 in Macksville, New South Wales) ist ein australischer Rugby-League-Spieler. Er spielt in der NRL für die Brisbane Broncos.

## Beginn der Karriere
Gillett zog im Alter von drei Jahren mit seiner Familie aus Macksville nach Bribie Island in Queensland. Dort spielte er Rugby für die Bribie Island Warrigals und die Morayfield State High School. 2008 absolvierte er erstmals Spiele für die U-20-Mannschaft der Brisbane Broncos. 2009 spielte er für die Northern Suburbs Devils im Queensland Cup, in dem er den Rookie of the Year Award gewann. Er spielte zudem im City vs Country Game des Queensland Cups, in dem er für Queensland City spielte.

## Professionelle Karriere
Aufgrund seiner beeindruckenden Leistungen im Queensland Cup ließ ihn Ivan Henjak, der damalige Trainer der Brisbane Broncos, in der Preseason 2010 auflaufen. Er legte gleich in seinem NRL-Debüt gegen die North Queensland Cowboys in Runde 1 einen Versuch. Er beendete die Saison mit 12 Versuchen in 21 Spielen. Am 23. Juni verlängerte er seinen Vertrag bei den Broncos um drei Jahre. Gillett gewann den Rookie of the Year Award der Brisbane Broncos und am 8. September den Rookie of the Year Award bei den Dally M Awards. Im September wurde er zudem in die Prime Minister’s XIII gewählt und gewann mit ihnen 30:18 gegen Papua-Neuguinea.
2011 beendete Gillett die Saison mit 6 Versuchen in 19 Spielen. Im Halbfinale gegen die Manly-Warringah Sea Eagles, das Brisbane 14:26 verlor, ersetzte er den am Jochbein verletzten Darren Lockyer auf der Position des Verbinders.
2012 nahm er mit den Queensland Maroons an allen drei Spielen der State of Origin Series teil, die die Maroons zum siebten Mal in Folge gewannen. Seine NRL-Saison beendete er mit 6 Versuchen in 23 Spielen.
Im April 2013 verlängerte Gillett seinen Vertrag bei den Broncos erneut um drei Jahre. Er nahm erneut an den State of Origin Series teil, die zum achten Mal in Folge von den Maroons gewonnen wurden, und gewann mit den Prime Minister’s XIII 50:6 gegen Papua-Neuguinea. Er beendete die Saison mit 7 Versuchen in 22 Spielen.
2014 nahm Gillett mit den Broncos an den NRL Auckland Nines teil und hatte sein Debüt für Australien während des ANZAC Tests gegen Neuseeland. Er nahm zum dritten Mal in Folge an den State of Origin Series teil, diesmal gewannen allerdings die New South Wales Blues ihren ersten Titel seit 2005. In Runde 21 absolvierte er gegen die Manly-Warringah Sea Eagles sein 100. NRL-Spiel. Er beendete die Saison mit 10 Versuchen in 21 Spielen. Ursprünglich sollte er mit Australien an den Four Nations 2014 teilnehmen, musste aber verletzungsbedingt absagen.